# Zaphne nuda
Zaphne nuda är en tvåvingeart som först beskrevs av Johann Andreas Schnabl 1911.  Zaphne nuda ingår i släktet Zaphne och familjen blomsterflugor. Arten är reproducerande i Sverige. Inga underarter finns listade i Catalogue of Life.